# 朱華廛
楚王朱華廛（1571年—？），明朝第十二代楚王，恭王朱英㷿的兒子。他在永曆三年（1649年）七月嗣封楚王。此後只知他於將樂遇害。明楚國滅亡。

## 家庭

### 高祖父
楚靖王朱均鈋

### 曾祖父
楚端王朱榮㳦

### 祖父
楚愍王朱顯榕

### 伯父
大伯：朱英燿

### 父
楚恭王朱英㷿

### 兄弟
- 嫡長兄：楚定王朱華奎
- 嫡二兄：楚貞王朱華壁
- 庶三兄：楚王朱華堞

### 孫
長孫：朱盛治
| 前任者： 兄朱華堞 | 明楚國國王 1649年－？ | 無 原因：清朝廷撤除封國 |